# Metopa cistella
Metopa cistella är en kräftdjursart som beskrevs av J. L. Barnard 1969. Metopa cistella ingår i släktet Metopa och familjen Stenothoidae. Inga underarter finns listade i Catalogue of Life.